# Стајни трап ваздухоплова
Стајни трап ваздухоплова је део, преко кога се он ослања на подлогу, при стајању, полетању, слетању и вожњи по земљи (таксирању). Најчешће се директни контакт са тлом остварује преко точкова, скија или пловака, у зависности од врсте подлоге. Ако је нормална подлога за стационирање и полетање и слетање ваздухоплова, као што је земља, травнат терен или бетонске стазе, онда су точкови. За велике хидроавионе који се стационирају, полећу и слећу на воду онда су пловци, а ако су подлоге под снегом и ледом онда су скије. Веза и преношење оптерећења од ваздухоплова на точкове/пловке/скије, остварује се преко ногу, то јест кинематских полуга одговарајуће конструкције.
Стајни трапови су најчешће типа трицикл (носни точак) или са репним точком/дрљачом.
Током лета ваздухоплова, стајни трапови се увлаче у контуру ваздухоплова, делимично или потпуно, у зависности од допустивости повећања отпора, код спорих јефтинијих авиона су фиксни, без функције увлачења и извлачења.
За безбедно управљање авионом на земљи, стајни органи поседују уређај за управљање и кочење.

## Преглед
Стајним трап ваздухоплова припадају точкови, на телескопском делу ногу, са амортизерима за прихват (одвођење) енергије удара при слетању, део те енергије примају и гуме. Реактивна сила удара се преноси, преко преосталог дела ногу, на структуру авиона. Уместо точкова, на хидроавионима се примењују пловци за воду, на снегу и леду скије код хеликоптера могу бити обични носачи од цеви, сами и у комбинацији са точковима. Код стајних трап који се увлаче постоје и посебни уређаји са одговарајућом кинематиком.

## Концепције стајних трапова
Стајни трапови ваздухоплова се могу разврстати у две врсте: конвенционални, где постоје два главна точка испред тежишта авиона и један, много мањи, точак на репном делу или трицикл, где су два главна точка (или скуп точкова) иза тежишта, а трећи точак, мањи на носном делу трупа. Конвенцијални концепт стајних трапова је био уобичајен током периода када су били само елисно клипни авиони, јер је омогућавано елиси веће растојање од тла. Већина савремених авиона има стајне органе типа трицикл. Конвенцијални концепт стајних органа, сматра се тежи за процес слетања и полетања авиона (јер је као систем мање стабилан), и захтева посебну обуку пилота. Понекад се мали репни точак додаје, на неким авионима са концептом трицикл, као ослонац у случају да репни део додирне тло током полетања. Конкорд, на пример, имао је увлачећи репни заштитни точак, пошто са његовим делта крилима полетање је са великим нападним углом, па и углом трупа у односу на тло. Боинг 727 је такође имао увлачећи репни заштитни браник. Неки авиони са конвенционалним увлачећим стајним трапом имају фиксне заштитнике (теилфин), који генеришу минимални отпор, а стабилизујуће делују по правцу и смањују спрезање скретања са ваљањем авиона.

### Делови стајних органа
Три ноге стајних трапова, са најмање три точка, праве велики отпор и деградирају перформансе авиона. У случају где су перформансе приоритет, над сложеношћу решења, повећању масе и цени, стајни органи се увлаче у контуру змаја авиона, у току лета. Простор за смештај стајних трапова (гондоле), одређују се по месту и конструкцији, у зависности од опште изабране конфигурације ваздухоплова. Ако је концепција трицикл, носна нога се увлачи у носни део трупа, са кретањем унапред или уназад, зависи од простора који ту заузима опрема, често радар. Конструктори радије бирају варијанту увлачења унапред, а извлачења уназад. При томе решењу удар точка о тло, при слетању, помогне забрављивању ноге, ако то случајно затаји. Када је у питању задња нога, она се увлачи у завршни (репни) део трупа. Главне ноге се увлаче обично у гондоле у крилу, код нискокрилца, код висококрилца у трупу. Код средњокрилца, гондоле често заузимају и део преласка крило-труп, а понекад и код нискокрилца.
Код неких авиона са умереним брзинама, прави се компромис, остају делови точкова изван контуре авиона, у правцу струјања ваздуха. То су полуувлачећи системи, често се користе код мањих авиона и код већих транспортних и десантних. То решење даје безбедност и погодност принудног слетања на стомак авиона, са мањим оштећењима.
Погон кинематике за увлачење и извлачење ногу стајних трапова, историјски гледано, заснивао се на неколико принципа, од механичког, плеуматског, електричног до хидрауличког. Коначно је преовладао хидраулички и он је са развојем и са применом постао стандард. То су сада озбиљни системи са применом савремених принципа из домена развоја хидраулике, кинематике и аутоматског управљања.
Напајање погонских хидрауличких цилиндара ногу стајних трапови, остварује се помоћу авионског хидрисистема.
На точковима ногу стајних органа уграђени су кочиони системи а на носној нози и систем за управљање са њеним точком. све увлачеће ноге морају имати браве за фиксирање крајњих положаја, а и сигнализацију у кабини о томе статусу. Такође је у кабини пилота командна ручица за увучени и увучени положај, са преносом тога сигнала на браве.
Код авиона са неувлачећим ногама стајних органа, често се умањује отпор ногу и точкова са делимичним капљасто обликованим аеродинамичким капотажима (чарапама).

### Стајних трапови код великих авиона
Авиони при слетању прилазе тачки додира са тлом, са одређеном негативном вертикалном брзином (брзином пропадања), код морнаричких авиона се у прорачунима узима да је 6,5 m/sec. То значи ако се та брзина преко ногу стајних органа са амортизерима, по додиру са подлогом неутралише на нулу у трајању на пример за време од једне секунде, да је тада остварено вертикално убрзање од 6,5  , а то значи да у томе тренутку точкови на тло пренесу тежину 6,5 пута већу од тежине авиона. За копнене авионе су услови слетања нешто блажи. Ово уједно и значи, да по један точак на свакој нози није довољан за пренос тога оптерећења за све величине авиона, односно за све тежине. Из тих разлога, са порастом авиона и порастом његове тежине расте и број потребних точкова за пренос тога оптерећења.
Историјски гледано, један од првих џиновских авиона, био је немачки Зепелин-Стакен R.VI, бомбардер са великим долетом у Првом светском рату, 1916. године. Имао је укупно осамнаест точкова на стајним органима, од тога су била два на носној нози, а осталих шеснаест на главним ногама. Ербас А340 има по четири точка на главним ногама и четири укупно на две ноге испод трупа, у равни симетрије. Слична решења имају и други велики путнички и транспортни авиони. Један од рекордера је огромни украјински авион 
Антонов-225, са укупно 32 точка (4 на носној нози и по 14 испод сваког корена крила, наслоњено на бокове трупа).

### Карактеристичне врсте стајних трапова
Пошто су стајни трапови на неки начин „нужно зло“, штете свима функцијама и карактеристикама авиона изван фаза стајања, полетања и слетања, било је покушаја са решењима са њиховим останком на земљи, после полетања. Ваздухоплов је постављан на подвоз (колица), који није у саставу летелице. После постизања брзине залета, изнад минималне, ваздухоплов би се одвојио од подвоза и наставио би лет. Слетање је решавано скијама или сличним уређајем. Овај систем је користио немачки ловачки авион са ракетним мотором, Месершмит Ме 163, Месершмит Ме 321 и Арадо Ар 234. То су авиони из Другог светског рата, што су после слетања хаотично расути по аеродрому и терену, без могућности самосталне вожње, таксирања за склањање у заклоне или за припрему за нови лет.
Сличан систем је користио и амерички извиђачки авион U-2, који су совјети оборили изнад своје територије и заробили пилота Герија Пауерса (енгл. Gary Powers). Полетао је са подвоза, а спуштао се на скије од титана и после је покупљен и превожен у базу.
Током Другог светског рата, када је свака предност у брзини ловаца у ваздушном простору била пресудна, тражило се да оквашена површина, аеродинамчки буде потпуно чиста, без икаквих избочина. Тада су стајни органи увлачени у контуру змаја авиона, са вратима, која савршено затварају простор за смештај овог система, без икаквог дисконтинутета у контури спољне површине. Такав се смештај ногу, код једномоторних авиона, усталио се у крило, а код двомоторних у моторске гондоле, иза мотора. Типични примери су два врхунска ловца, амерички P-47 Тандерболт и британски Де Хевиланд DH.98 Москито. Код Тандерболта је једноставно решење за увлачење, закрену се главне ноге према унутрашњој страни за 90°, без икакве ротације у другим равнима. Пошто је код авиона P-47 Тандерболт велика елиса, потребно је на стајанци обезбедити довољно растојање њених врхова од тла (клиренс), а то диктира дужина главних ногу. За смештај тих дужих ногу није било довољно простора у крилу, па се зато исте скраћују при увлачењу, са сабијањем амортизера у томе процесу. То се постиже са допунском кинематиком. Код Москита се закрећу уназад, у правцу лета, што је једноставно и корисно при принудном слетању са увученим ногама. Точкови и увучени остају у правцу лета и приме удар при слетању са увученим ногама, што смањује укупна оштећења. 
Авион са вертикалним полетањем Харијер GR7, има стајне трапове типа „бицикл“ (главне ноге су једна иза друге, у оси трупа). Пошто је та конфигурација бочно нестабилна, поседује и две помоћне ноге на крајевима крила. Главне ноге се увлаче у контуру трупа, а помоћне (танке), отклањају се уназад у правцу лета у капљасти капотаж. Сличну је концепцију имао и пројекат Драгољуба Бешлина, Авион Б-12, чији је прототипски развој прекинут у завршној фази.
Током 50-их година прошлог века било је више таквих решења. Варијација, са више тандема је коришћено и на Боинг Б-52, где су се сва четири пара главних точкова могли управљати (усмеравати), за анулирање утицаја бочног ветра и спречавање појаве скретања са стазе. На сваком крилу је уграђена по једна помоћна нога са малим точком.
Било је и других варијација и конструктивних решења, али кроз искуство и испитивања се усталило најчешће оптимизирано решење, додира ваздухоплова и тла у три тачке, две главне ноге и носна нога. У зависности од величине и масе авиона, ноге су појединачне са по једним точком, а код великих вредности читави сетови. Носна нога је једна, а код великих авиона испомаже се и са још једном, на задњем делу трупа. Те ноге имају сетове точкова највише са четири.

### Стајних трапови код малих и ултралаких авиона
За лаке и ултралаке авионе захтевају се јефтини стајни органи, једноставни за производњу, као што је еластични лук од ламината од дрвета, од плоча пресованог пепела, који се користе на неким авионима властите градње. Сличне лучне ноге су често направљене од челичних опруга. Цесна 165 је међу првима авионима, чије су ноге биле практично челичне опруге, у заједничкој улози и амортизера. Главна предност оваквог преносника (ногу), да ниједан други уређај за амортизацију није потребан. Деформације те ноге (листа) обезбеђује апсорпцију удара (енергије). Точкови су такође мали, са малом масом и са малим
 отпором у лету.
|  |  |  |

## Управљање при вожњи по земљи (таксирање)
Постоји неколико типова управљача. Ако је могуће остварити довољно велику бочну аеродинамичку силу за бочно скретање, управља се са крмилом правца, као у лету. На покретну задњу (репну) ногу може се пренети померање крмила правца авиона, или може се управљати са диференцијалним кочењем на точковима главних ногу. Тај прилаз се може остварити и са носном ногом, односно точком. Постоје решења, код већих и скупљих авиона да се на предњи точак угради серво покретач у функцији управљања са њим. Сигнал од пилота се преноси од педала или од палице или од посебне команде.

### Управљање са крмилом правца
Када се авион усмерава, при вожњи по подлози, искључиво користећи кормило, бочно закретање авиона захтева знатан проток ваздуха око крмила, за стварање одговарајуће аеродинамичке бочне силе, па и њеног момента, за скретање авиона. То опструјавање може бити од кретања авиона са довољном брзином и од струје ваздуха и из кола елисе. Пошто се треба управљати авионом на земљи и када се креће јако малом брзином, онда произилази да овај систем може само да се примењује код авиона са елисно клипним погоном. Овај систем има предност, што не захтева допунске уређаје за управљање и што је погодан за авионе опремљене фиксним ногама и скијама.

### Директно управљање
Код неких авиона су команде за управљајући точак, повезане за волан, командну палицу или за педале крмила правца. Рад са овим управљачима преноси се у управљање са носним точком код трицикла, или са репним точком код класичне концепције стајних органа. Преносна веза може бити крута, у којој се преноси и потребна и сила за закретање точка, или може бити мека, у којој се преко волана само генерише сигнал, али не и сила која закреће точак, тај други део чини серво систем. Код авиона са увлачићим стајним органима, овај систем је искључен у увученом положају истог.

### Диференцијално кочење
Диференцијално, заснива се на асиметричној примени кочења на главном точковима, у циљу закретања авиона. За овај принцип, авион мора бити опремљен одвојеним командама за кочнице, на десном и левом точку (обично на педалама). Носни или репни точак обично није опремљен кочницама. Диференцијално кочење захтева знатну вештину, увежбану координацију ногу пилота. Код авиона са више управљачких средстава, где је укључено и диференцијално кочење, исто се избегава због допунске комликације са новим уређајем и масом. Функционално има диференцијално кочење предност, пошто је у великој мери независно од било ког другог покрета или од клизања носног или репног точка.

### „Орач“управљање
„Орач“ у авиону је мали точак или полуга, може бити само за једног пилота, а може и удвојено за оба, које служи за управљање авионом по тлу/земљи. „Орач“ може бити пројектован да ради у комбинацији са другим командама, као што су крмило или волан. У великим авионима, на пример, „орач“ се често користи као једини начин за управљање током такси вожње, а затим се крмило користи да усмери авион током полетања и слетања, тако да се могу користити у комбинацији. Наравно, када се ваздухоплов креће, са потребном брзином за генерисање аеродинамичких сила.
Развијен је и савремени аутономан директан погон на точкове, при таксирању. Тај систем ради без основног погона авиона и омогућује истоме маневрисање унапред и уназад. Његове предности су:
- значајна уштеда горива,
- повећана сигурност и флексибилност пословања,
- брже и једноставније маневрисање авиона на земљи,
- смањење хабања мотора и трошкови поправке и ресурса и
- смањена емисија издувних гасова и буке.[5]

## Удеси због стајних трапова
Откази система стајних трапова, или људске грешке (или њихова комбинација), везани за слетање авиона са увученим стајним органима, узрок су бројних несрећа и инцидената током ваздухопловне историје. Откази и заузетост пилота са мноштвом радњи, током операције слетања, игра значајну улогу у многим инцидентима, који су се догодили сваке године у Сједињеним Америчким Државама, између 1998. и 2003. године. Удеси при слетању због отказа извлачења стајних трапова, познати су као слетање на стомак (контакт доњих површина авиона са тлом). До тога долази понекад и случајно, пошто пилот једноставно заборави да уради поступак извлачења, или је приморан да смањи дужину стазе за слетање, ако је изван аеродрома, или ако је механички квар. Иако су ретке трагичне последице, такво слетање је веома скупо, јер изазива велика оштећења авиона. Код авиона са погоном са елисом, скоро увек се захтева потпуна обнова погона, јер се елиса оштети са контакти са земљом и цео погон трпи тренутно заустављање. Многи авиони, између два светска рата, конструктивно су ублажавали последице таквих случајева, тако што је део точкова увек остајао изван контуре авиона, у правцу лета. Примери су Авро Ансон и Даглас DC-3. Данашње актуелно решење је на A-10 Тандерболт II, што је наследио. Пројектован је у томе смислу да се смање оштећења при слетању, са увученим стајним органима.
Посебан је проблем код кварова у којима се извуче једна главна нога а друга неће и када при томе откаже и враћање те извучене ноге. Значи, на авиону се не може променити конфигурација, једна извучена а друга увучена нога. У томе случају морало би се слетати на једну ногу. То искусни пилоти и ураде, код авиона са ниско постављеним крилом, али код високо уграђеног крила, то је забрањено и са упутом пилоту. Такав случај се десио са авионом Ј-22 Орао, 30. маја 2010. године. Авион је после потпуно потрошеног горива напуштен и усмерен да падне у Гружанско језеро, код Крагујевца. Пилот се катапултирао и спасао. Да је ишао на слетање са том конфигурацијом, са једном извученом главном ногом, било би обавезно претурање авиона, после контакта са тлом и то са трагичним последицама. Овај квар је био последица отказа система одбрављивања, те једне ноге.

### Аутоматско извлачење система
Пајпер PA-28 је био првобитно опремљен системом стајних трапова, који се аутоматски извлачио за слетање, када је била подешена одређена снага погона и извучена закрилца. Међутим, укинута је пловидбеност (дозвола употребе), за тај систем. Утврђено је да се пилоти, ослањајући се на овај систем, опусте и праве друге грешке. Ако се, из неког другог разлога, нису стајни органи извлачили, произвођач је био изложен одговорности за последице таквог слетања. Такође је било проблема због инцидената при избору намерне тренутне мале брзине лета авиона, са упостављањем мале снаге погона и са извлачењем закрилаца и без жеље пилота и потребе авиона, аутоматски се извлачио систем стајних трапова.

### Резервација поузданости система
У случају неуспеха слетање авиона при енергетском отказу хидрауличког напајања погона извлачења стајних органа, обезбеђени су резервни системи. Може бити алтернативни (резервни) хидраулички систем, ручно извлачење, помоћу компримованог ваздуха (азота), пиротехнички или инерцијални систем са слободним падом, преко изазваног убрзања.
Слободан пад или гравитација, је код кога се користи тежина ногу за њихово извлачење, после одбрављивања, а забрављују се у извученом положају са изазивањем силе инерције са одговарајућим маневром (љуљањем) авиона.